# Chiesa di Santa Caterina d'Alessandria (Abbasanta)
La chiesa di Santa Caterina d'Alessandria è un edificio religioso ubicato ad Abbasanta, centro abitato della Sardegna centrale.
Consacrata al culto cattolico, è sede dell'omonima parrocchia e fa parte della arcidiocesi di Oristano.
La chiesa venne edificata nel Cinquecento, in stile gotico-catalano, sopra le rovine di un nuraghe; tra gli anni 1870 e 1886, a cura del rettore Paolo Ponti, venne completamente ristrutturato e connotato con forme rinascimentali.
L'edificio ha pianta a croce latina; presenta un'aula mononavata, sulla quale si aprono tre cappelle per lato, terminante con abside delimitata da transetto.

## Galleria d'immagini

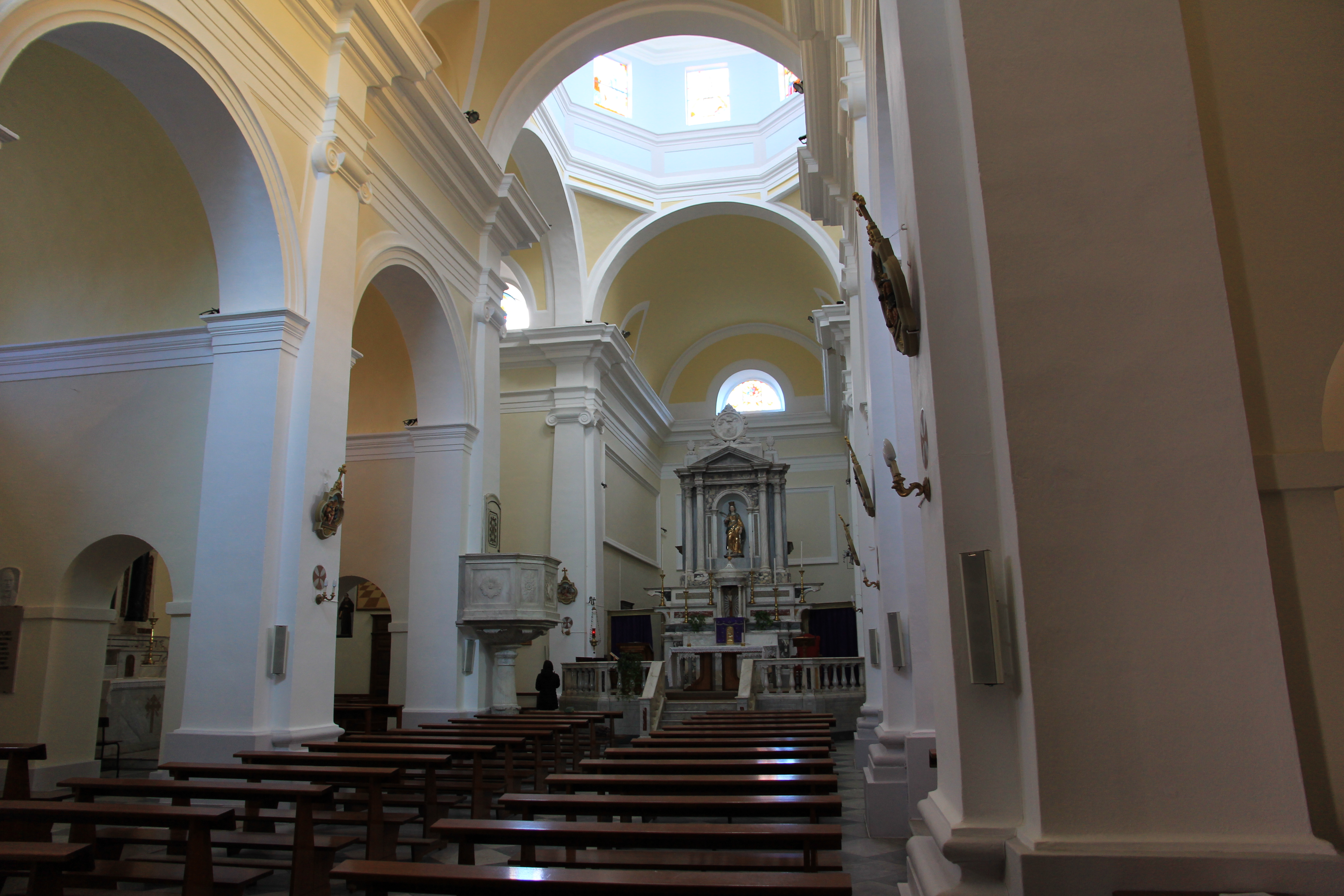
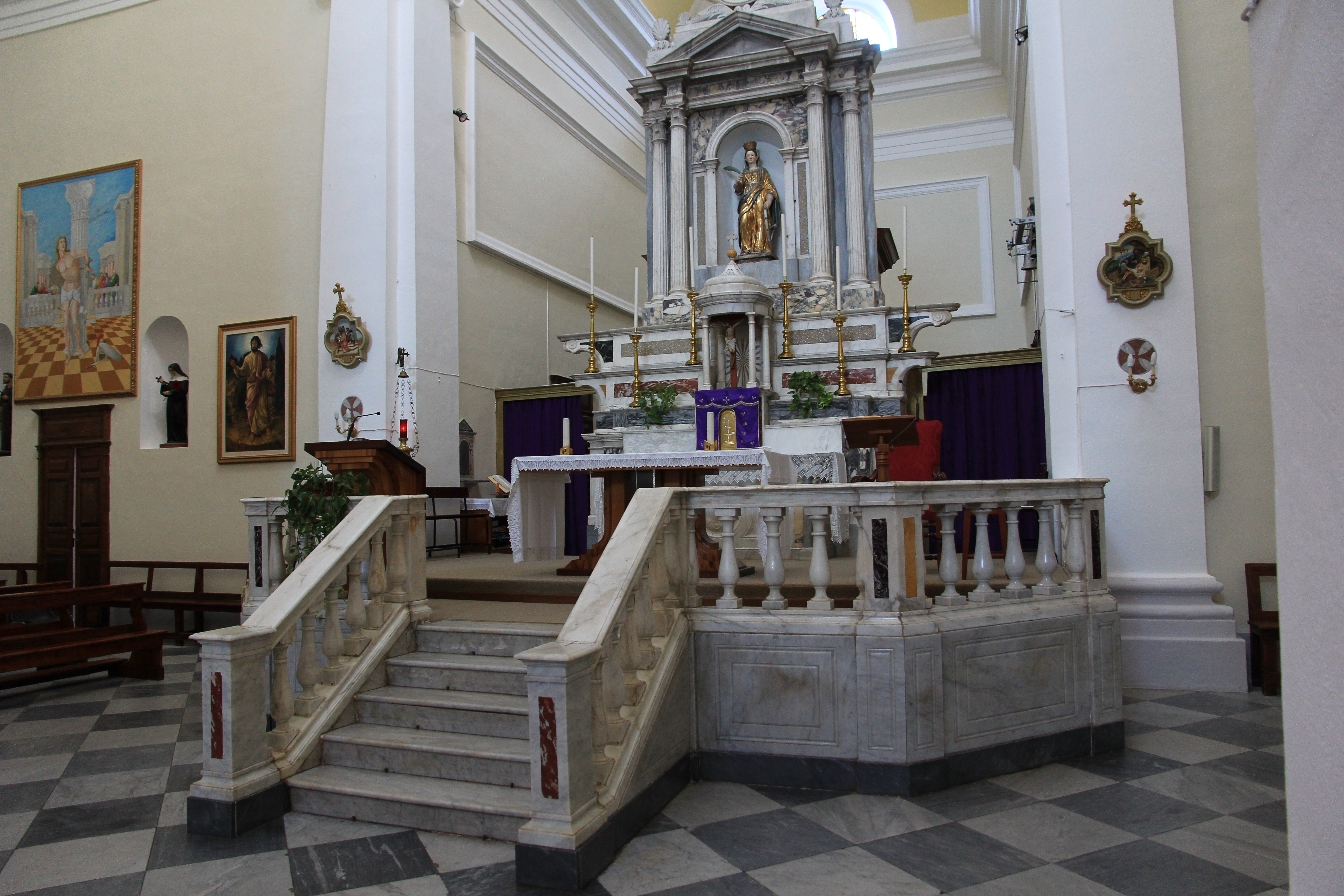
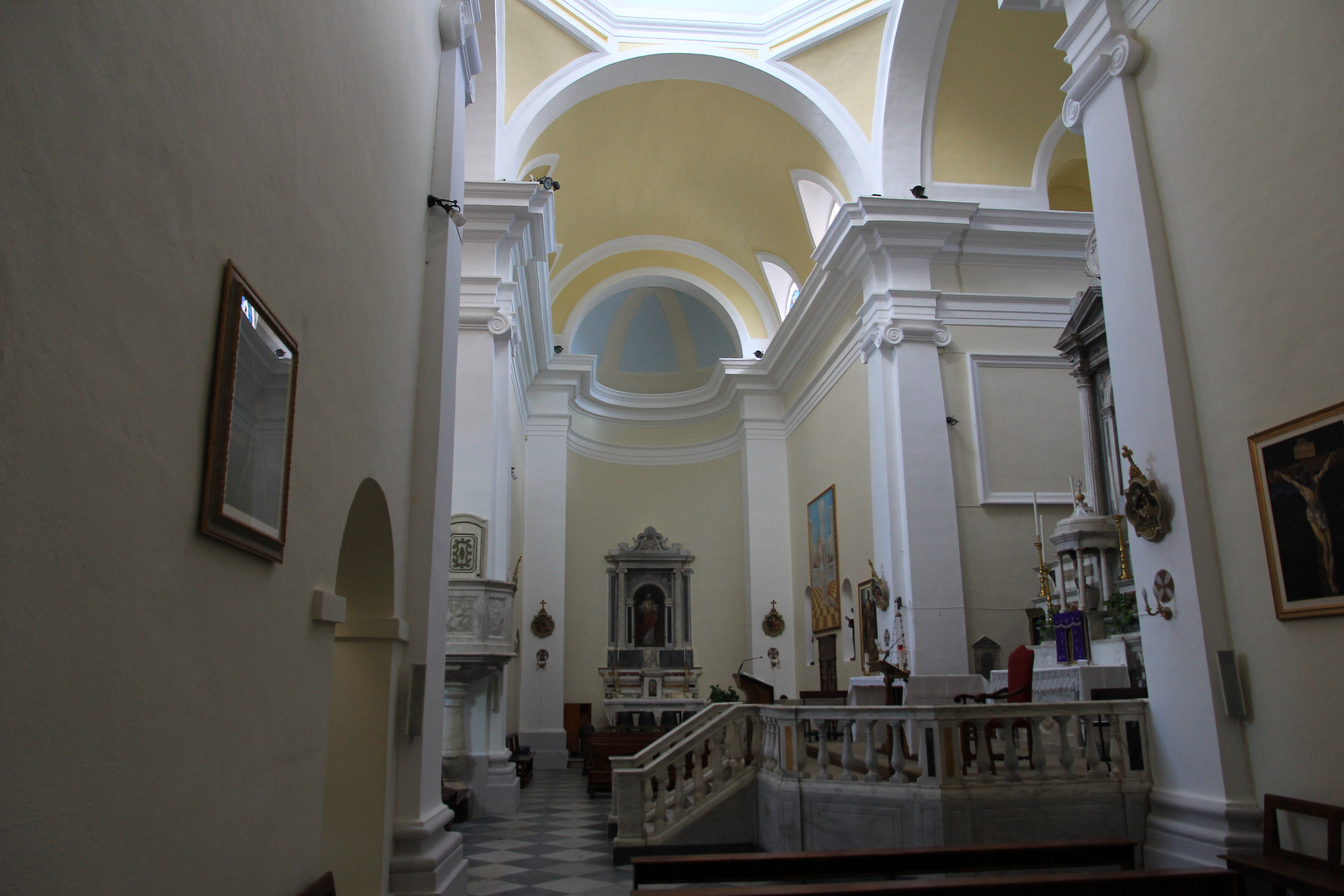
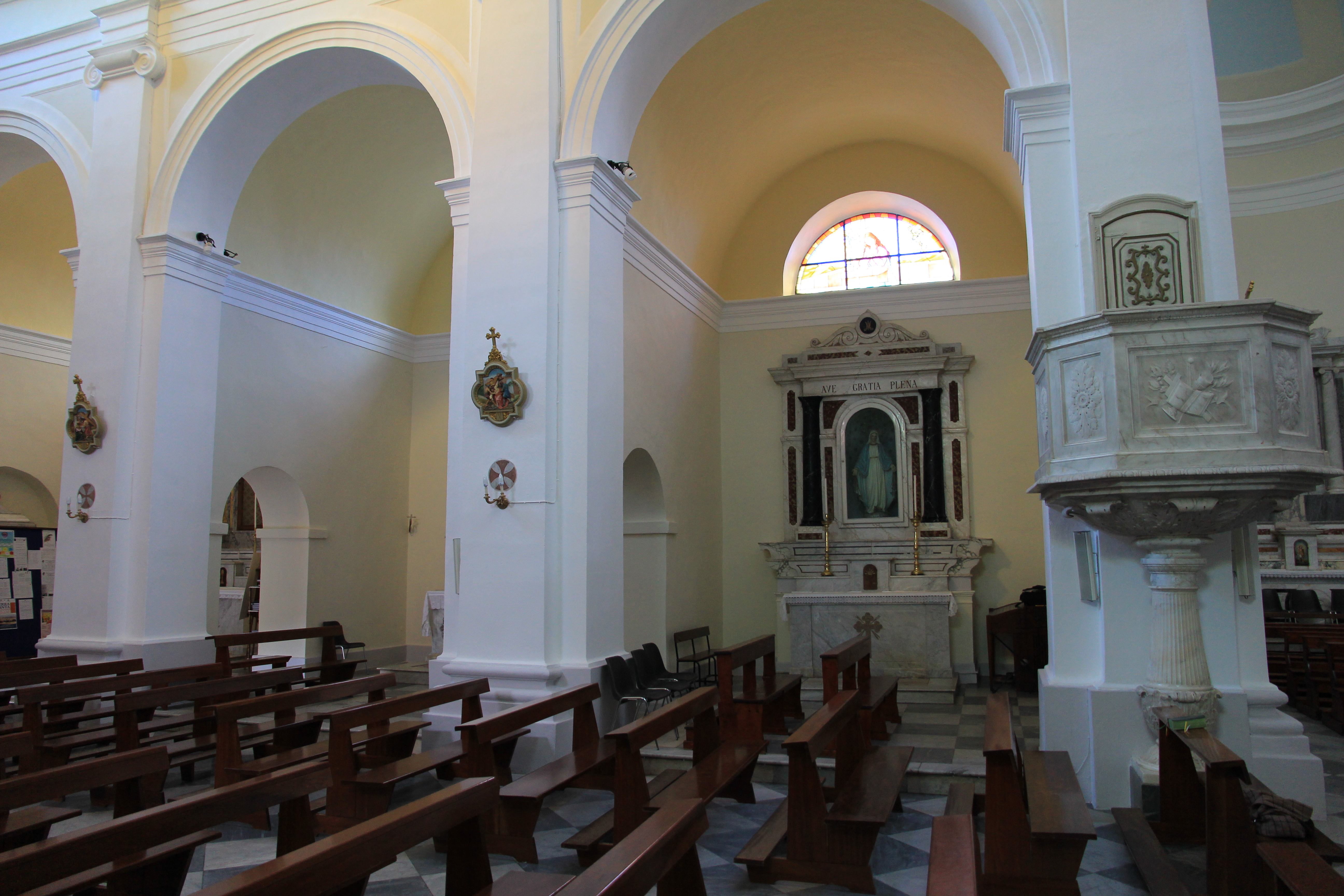